# Марк Домиций Кальвин
Марк Домиций Кальвин (лат. Marcus Domitius Calvinus; погиб в 79 году до н. э.) — римский политический деятель и военачальник, претор 80 года до н. э. Погиб в бою с серторианцем Луцием Гиртулеем.

## Биография
Марк Домиций Кальвин принадлежал к плебейскому аристократическому роду Домициев, представители которого занимали в Риме высшие должности с IV века до н. э. Ветвь Кальвинов после 280 года до н. э. исчезла из источников, и Марк — первый за 200 лет носитель этого когномена, сделавший заметную карьеру. Известно, что его отец носил тот же преномен — Марк.
Кальвин упоминается в сохранившихся источниках только в связи с событиями 79 года до н. э. Его преномен называет эпитоматор Тита Ливия (у Евтропия фигурирует другое имя, Луций, но это явная ошибка). Когномен известен благодаря Плутарху. Евтропий называет этого римлянина претором, Плутарх и Саллюстий — проконсулом, эпитоматор Ливия и Луций Анней Флор — легатом. Исходя из имеющихся данных, антиковеды полагают, что Кальвин в 80 году до н. э. занял должность претора и получил в управление провинцию Ближняя Испания, а в следующем году остался в провинции с полномочиями проконсула.
На Пиренейском полуострове в это время шла гражданская война: марианец Квинт Серторий вёл борьбу против сулланского режима, сторонником которого был Марк Домиций. Последний планировал объединить силы с наместником Дальней Испании Квинтом Цецилием Метеллом Пием, чтобы подавить мятеж, но ещё до этого на реке Анас он был внезапно атакован квестором Сертория Луцием Гиртулеем. Войско проконсула было полностью разгромлено, он сам погиб в схватке.
Сыном Марка Домиция был Гней Домиций Кальвин, консул 54 и 43 годов до н. э.